# Pierre Labouverie
Pierre Labouverie (Brussel, 4 januari 1952) is een Belgisch voormalig diplomaat.

## Levensloop
Pierre Labouverie studeerde handels- en consulaire wetenschappen aan het ICHEC in Brussel. In 1977 trad hij in dienst van Buitenlandse Zaken. Hij was achtereenvolgens:
- 1977-1980 - kanselier in Lagos
- 1983-1985 - viceconsul in Lubumbashi
- 1985-1987 - attaché en secretaris in Kinshasa
- 1987-1990 - eerste secretaris in Caïro
- 1991-1992 - consul-generaal in Mumbai
- 1992-1995 - consul-generaal in Jeddah
- 1995-1998 - hoofd van het departement Midden-Oosten van Buitenlandse Zaken in Brussel
- 1998-1999 - ambassadeur in Kampala
- 1999-2002 - directeur HR van Buitenlandse Zaken in Brussel
- 2002-2006 - ambassadeur in Pretoria
- 2006-2011 - ambassadeur in Boedapest
- 2011-2014 - hoofd van de protocoldienst van Buitenlandse Zaken[1]
- 2014-2017 - ambassadeur in Madrid
- 2017-2018 - inspecteur-generaal van gebouwen van Buitenlandse Zaken

Sinds 2020 is hij afgevaardigd bestuurder van de Voedselbank Brussel-Brabant.